# Detroit

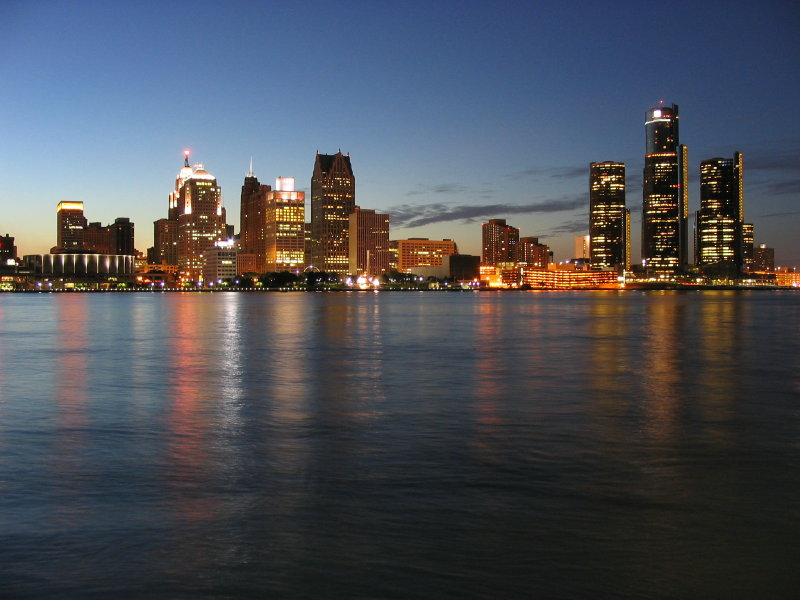
Detroit

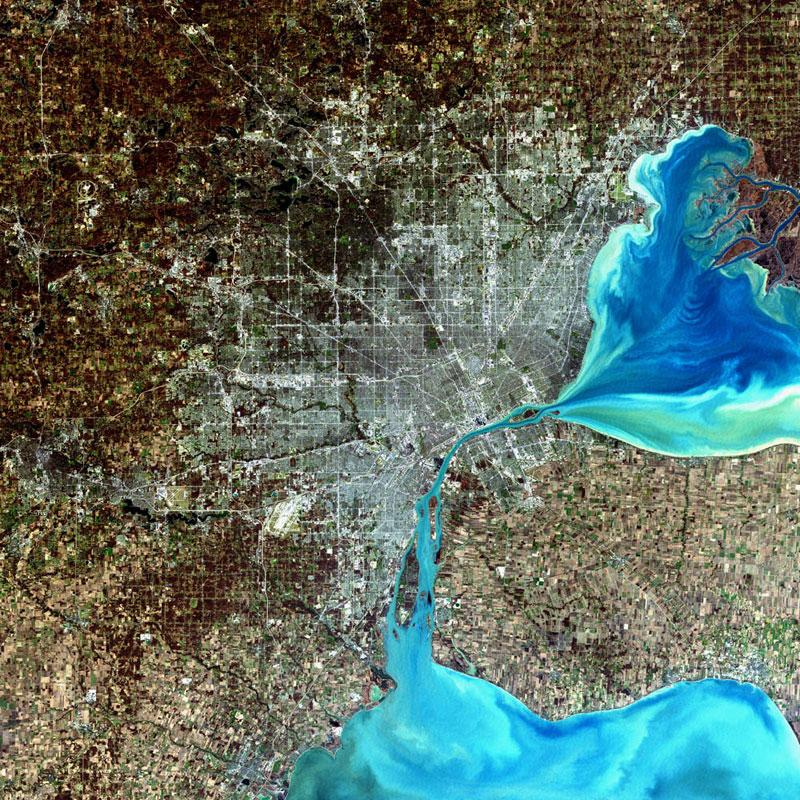
Zdjęcie satelitarne Landsat. Detroit znajduje się na północ i zachód od rzeki

Detroit (wym. [dɨˈtrɔɪt]; z fr. cieśnina) – miasto w Stanach Zjednoczonych, w stanie Michigan na północnym brzegu rzeki Detroit łączącej jeziora St. Clair i Erie. Na południu sąsiaduje z kanadyjskim miastem Windsor. Według danych z 2023 roku liczy 633,2 tys. mieszkańców, oraz 4,3 mln w obszarze metropolitalnym (14. co do wielkości metropolia Stanów Zjednoczonych).

Detroit, 2014

Miejsce narodzin amerykańskiego przemysłu motoryzacyjnego, na początku XX wieku. Związek z przemysłem motoryzacyjnym doprowadził do nadania miastu przydomku „Motor City”. Detroit rozwinęło się i upadało wraz z przemysłem samochodowym. Początki upadku miasta upatruje się w połowie XX wieku, wraz z decentralizacją przemysłu samochodowego i deindustrializacją. W latach siedemdziesiątych przemysł motoryzacyjny, został uderzony po raz kolejny przez kryzys naftowy. Utrata bazy podatkowej, miejsc pracy i masowy odpływ ludności pogrążyły miasto w poważnych problemach gospodarczych i społecznych. 
Od połowy XX wieku populacja Detroit zaczęła się kurczyć, co spowodowało, że miasto w kilka dekad spadło z czwartego na dwudzieste siódme miejsce w USA. Obecnie ok. 78% mieszkańców Detroit stanowi populacja czarnoskóra, co jest jednym z najwyższych odsetków wśród dużych miast w Stanach Zjednoczonych. Jednocześnie struktura etniczna obszaru metropolitalnego, gdzie biali stanowią około 68%, a czarni 23%, sprawia, że obszar ten jest powszechnie znany z wysokiego stopnia segregacji rasowej. 
Od lat czterdziestych przez Detroit przelewały się fale zamieszek, które kulminację osiągnęły w buncie na Twelfth Street w 1967 roku. W 2013 roku jako pierwsze duże amerykańskie miasto ogłosiło upadłość, z długiem w wysokości 18,5 mld dolarów. Regularnie zajmuje miejsca w pierwszej piątce na liście najbardziej niebezpiecznych miast w USA.
Detroit słynie ze swojego wkładu w muzykę oraz sztukę, architekturę i wzornictwo. Zróżnicowana kultura muzyczna miasta miała krajowy i międzynarodowy wpływ, dając początek gatunkom motown i techno, a także odegrała kluczową rolę w rozwoju jazzu, hip-hopu, rocka i punku. Detroit Institute of Arts (DIA) posiada jedną z największych kolekcji dzieł sztuki w Ameryce, w tym światowej sławy freski Detroit Industry Murals. W ostatnich latach miasto podejmuje intensywne wysiłki na rzecz rewitalizacji, koncentrując się na odnowie centrum i przyciąganiu inwestycji.

## Historia
Założone 24 lipca 1701 r. przez Francuza Antoine’a de la Mothe Cadillaca. W 1796 r. formalnie przekazane Stanom Zjednoczonym. W 1802 r. Detroit uzyskało prawa miejskie. Po 1830 r. gwałtowny rozwój (otwarcie żeglugi parowej na Wielkich Jeziorach, napływ imigrantów z Europy). W latach 1837–1847 stolica stanu Michigan. Ośrodek abolicjonizmu i punkt przerzutowy uciekających do Kanady Afroamerykanów. Po I wojnie światowej dalszy napływ imigrantów, m.in. z Polski (ponad 1,3 mln osób polskiego pochodzenia, w tym około 250 tys. mówiących na co dzień po polsku); w latach 60. XX wieku wybuchły zamieszki rasowe, w wyniku których biała ludność przeniosła się w dużej części na przedmieścia (w Detroit mieszka ponad połowa ciemnoskórej ludności stanu Michigan).
W przeszłości miasto było dużym skupiskiem Polonii. Polacy napływali do miasta od XIX wieku, początkowo z Wielkopolski (zabór pruski), później z innych zaborów, a w końcowej fazie imigracji z innych części Stanów Zjednoczonych. W połowie dwudziestolecia międzywojennego w Detroit żyło ok. 250 tys. Polaków, była to najliczniejsza grupa imigrancka w regionie. Dopiero administracyjne ograniczenia w polityce imigracyjnej zmniejszyły napływ Polaków z Europy, a do fabryk zaczęli przybywać Afroamerykanie z południa Stanów Zjednoczonych. W dwudziestoleciu międzywojennym niepolscy robotnicy uczyli się podstaw języka polskiego, aby móc porozumieć się z większością załogi, jednocześnie jednak Polacy byli po Afroamerykanach jedną z najniżej sytuowanych grup w hierarchii społecznej i mocno z tą drugą grupą rywalizowali o zarobki, dochodziło do starć, często podsycanych przez właścicieli fabryk. Aż do lat sześćdziesiątych XX wieku Polaków obejmował także zakaz osiedlania się w bogatszych dzielnicach.
Podobnie jak w przypadku większości miast przemysłowych XIX wieku, produkcja Detroit skupiała się wzdłuż rzeki, której woda zapewniała energię i łatwy transport. W tym czasie żadna branża nie dominowała. Wiodące gałęzie przemysłu Detroit obejmowały produkcję pieców, wyrobów tytoniowych, leków i chemikaliów, obróbkę metali i produkcję żywności. Na początku Wielkiego Kryzysu produkcja samochodów całkowicie przyćmiła przedsiębiorstwa produkcyjne w Detroit. I tak wiele firm w mieście było w jakiś sposób powiązanych z przemysłem samochodowym, od producentów obrabiarek po firmy dostarczające części samochodowe. Rozwój przemysłu samochodowego całkowicie przekształcił Detroit, przyciągając do miasta ponad milion nowych migrantów zarówno poprzez wpływ demograficzny, jak i technologiczny, przekształcając krajobraz miasta w trwały sposób. Chociaż produkcja samochodów i wzrost populacji zwolniły podczas Wielkiego Kryzysu, miasto nadal było magnesem dla przybyszów aż do wczesnych lat 50., kiedy populacja miasta osiągnęła szczyt, prawie 2 miliony.

### Upadek miasta
Przyczyn ogłoszenia bankructwa Detroit w 2013 roku jest wiele, a ich początków należy szukać w II poł. XX w. Generalnie był to splot dezindustrializacji, złej polityki zagospodarowania przestrzennego, wybuchu zamieszek, niewłaściwej polityki podatkowej.

#### Lata 50. XX w.
W okresie powojennym miasto utraciło około 150 000 miejsc pracy na rzecz przedmieść. Przyczyniły się do tego zmiany technologiczne produkcji, postępująca automatyzacja, konsolidacje firm, polityka podatkowa, budowa sieci dróg szybkiego ruchu. Główne przedsiębiorstwa, jak Packard, Hudson czy Studebaker, a także cała rzesza pomniejszych, znacząco ograniczyły swoją działalność lub zbankrutowały. W latach 1950 bezrobocie w mieście wzrosło do 10%.

#### Lata 50.–60. XX w. Budowa dróg
Wybudowane drogi szybkiego ruchu przebiegały przez najgęściej zaludnione dzielnice czarnoskórej części populacji miasta, tworząc przy tej okazji swego rodzaju bariery, separujące je od siebie. Przy tej okazji zrównano z ziemią wiele budynków, dla przykładu budowa tylko Edsel Ford Expressway pociągnęła za sobą konieczność likwidacji około 2800 budowli, w tym klubów, restauracji i kościołów.

#### Zamieszki w 1967
Latem 1967 roku wybuchły zamieszki w mieście. W okresie pięciu dni zginęły 43 osoby, z czego 33 były czarnoskóre; 467 osób zostało rannych: 182 cywili, 167 policjantów, 83 strażaków, 17 członków gwardii narodowej, 16 policjantów stanowych, 3 żołnierzy. Splądrowanych lub spalonych zostało 2509 sklepów, 388 rodzin straciło dach nad głową; 412 budynków zostało spalonych lub uszkodzonych w stopniu nadającym się do rozbiórki. Straty oszacowano na poziomie 40–80 milionów USD. Na skutek zamieszek wiele firm zostało zamkniętych lub przeniesionych do bezpieczniejszych przedmieść, a dotknięte zamieszkami obszary obracały się w ruinę przez kolejne dekady. W 1994 roku Coleman Young, pierwszy czarnoskóry burmistrz Detroit, napisał: „Największą ofiarą rozruchów było oczywiście samo miasto. Detroit straciło wówczas o wiele więcej niż życie ofiar czy zawalone budynki. Konsekwencją była rujnująca ekonomiczna izolacja, skutkująca likwidacją miejsc pracy, wpływów podatkowych od przedsiębiorstw, hurtowników i detalistów. Pieniądze zabrali w swoich kieszeniach biznesmeni i biali ludzie, którzy uciekli tak szybko, jak się tylko dało. Exodus białych z miasta przed zamieszkami był stabilny, w sumie 22 tysiące w 1966 r., ale potem po prostu eksplodował. W niecałe pół roku Detroit opuściło już 67 tysięcy, rok później 80, a w 1969 – 46 tysięcy”. Z kolei czarnoskóry ekonomista Thomas Sowell napisał: „Przed zamieszkami z 1967 roku czarna populacja Detroit mogła cieszyć się najwyższym w kraju wskaźnikiem posiadania własnego domu, a stopa bezrobocia wynosiła 3,4%. To nie desperacja rozpoczęła rozruchy. To rozruchy rozpoczęły schyłek miasta, doprowadzając do dzisiejszego opłakanego stanu. Obecnie populacja Detroit to zaledwie połowa niegdysiejszej, a uciekli ludzie najbardziej produktywni”.

#### Lata 70.–90. XX w.
Spis ludności z roku 1970 pokazał, że biali nadal stanowią większą część populacji, jednakże w ciągu kolejnych lat ich odsetek zmniejszył się z 55% (w 1970 r.) do 34% (w 1980 r.) i do 10% (w 2010 r.). Odejście białej klasy średniej pozostawiło w rękach czarnoskórych miasto z nieadekwatnym do sytuacji systemem podatkowym, bezrobociem oraz przerośniętą pomocą społeczną. Według Z’ev Chafetsa w latach 80. spośród wszystkich głównych miast Detroit miało największe bezrobocie, największy wskaźnik ubóstwa oraz najwyższą umieralność niemowląt.
W okresie 1970–1980 o mieście było głośno ze względu na wzrost przestępczości. Ulice kontrolowały gangi czarnoskórych, parających się sprzedażą narkotyków. Wytworzyło się wówczas co najmniej kilka większych grup, takich jak: The Errol Flynns, Nasty Flynns (potem NF Bangers) czy Black Killers. Powstawały także całe kartele: Young Boys Inc., Pony Down, Best Friends, Black Mafia Family i The Chambers Brothers. Young Boys byli szczególnie ekspansywni, działali także w innych miastach, posługiwali się młodymi i nieletnimi osobami, które unikały tym sposobem kary; zasłynęli szczególną brutalnością. W tym samym okresie co najmniej kilka razy Detroit było nazywane stolicą podpaleń Ameryki (ang. arson capital of America), aby ostatecznie stać się stolicą morderstw (ang. the murder capital of America). Według statystyk FBI Detroit było najbardziej niebezpiecznym miastem, liczba przestępstw osiągnęła rekord w 1991 roku i wyniosła 2700 na 100 000 osób, a opuszczone domy stały się siedliskiem grup przestępczych. Taka sytuacja odstraszała turystów, kilka państw wydało ostrzeżenia dla podróżujących do Detroit. Podpalenia miały miejsce głównie w samym mieście, jednakże zdarzały się także na przedmieściach. W 1984 roku zanotowano ich liczbę największą, ponad 800, która przekraczała możliwości działania straży pożarnej. Spłonęły wówczas setki opuszczonych domów. W kolejnych latach liczba pożarów się zmniejszyła, ponieważ wiele domów zostało ostatecznie wyburzonych – tylko w latach 1989–1990 zrównano ich z ziemią około 5000.

#### XXI w.

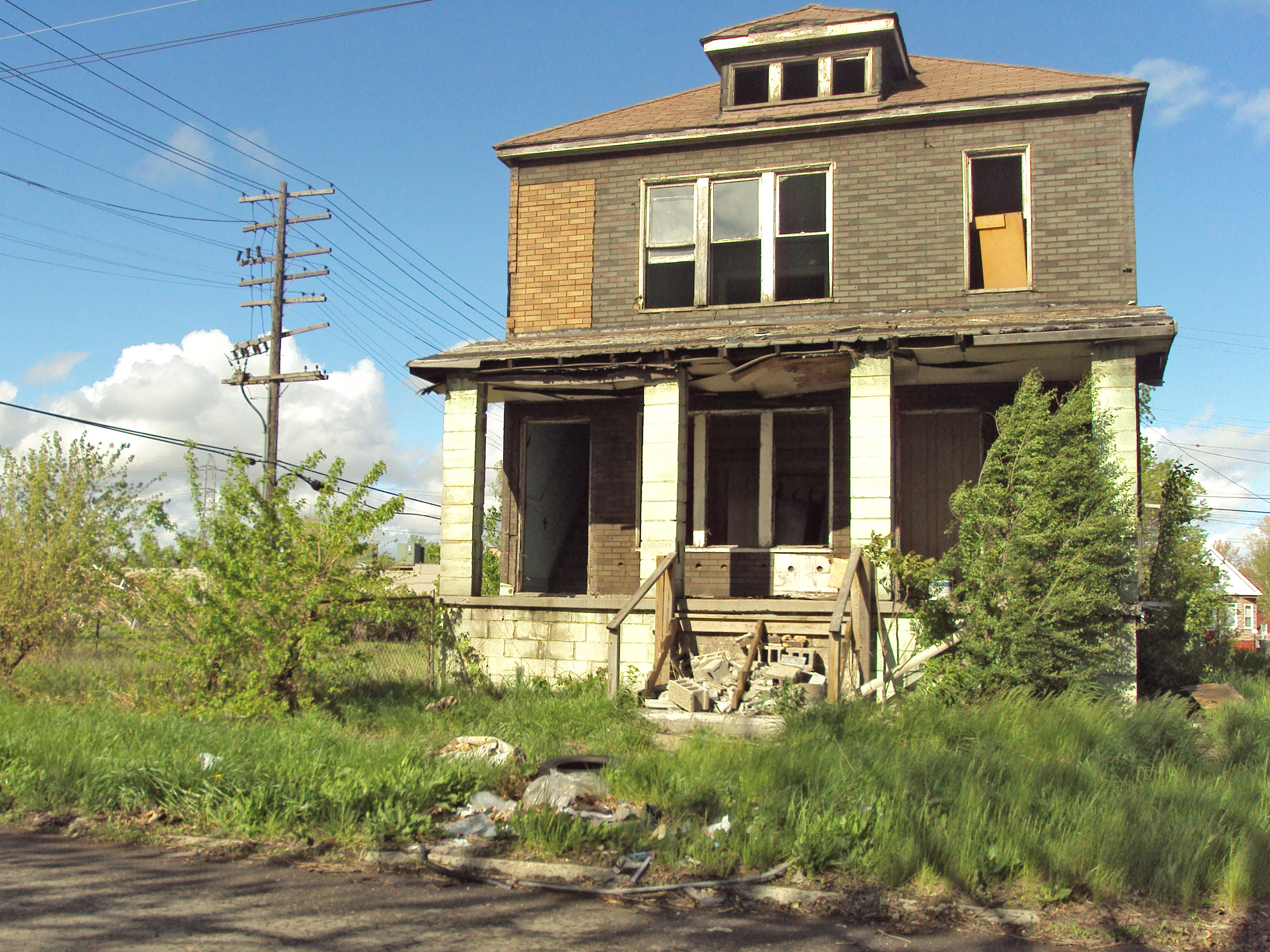
Opuszczony dom w Detroit, dzielnica Delray

Miasto od lat 50. XX w. straciło około 60% swojej populacji. W 1950 liczyło 1,8 miliona osób, w 2010 – 700 tysięcy. Drastycznie zmieniły się proporcje ludności czarnej i białej: 16,2% wobec 83,6% w 1950 r. do odpowiednio 82,7% wobec 10,6% w 2010. Szacuje się, że od czasu drugiej wojny światowej około 1,4 z 1,6 miliona białych osób opuściło Detroit, przenosząc się głównie na przedmieścia. Wytworzyła się swoista linia podziału na białych i czarnych, biednych i bogatych, w granicach miasta i na przedmieściu. Granice miasta stanowiła droga – „ósma mila”, do której odnosi się m.in. film z udziałem Eminema. W 2013 r. stopa bezrobocia wynosiła 28,5%, odsetek osób żyjących poniżej granicy ubóstwa osiągnął 36,4%. Znacząca część działek budowlanych została opuszczona, w niektórych obszarach wolnych parcel jest więcej niż połowa. W sumie w Detroit w 2013 r. było około 70 000 pustych budynków, 31 000 domów oraz 90 000 działek. W 2012 r. średnia cena domu wyniosła 7500 USD, w styczniu roku następnego 47 domów było wystawione na sprzedaż za 500 USD i mniej, pięć posiadłości wyceniono na jednego dolara. Mimo ekstremalnie niskich cen większość nieruchomości pozostaje wystawione na sprzedaż dłużej niż rok. W 2012 ponad połowa właścicieli domów nie zapłaciła podatków.

## Demografia
| Rok  | Populacja | Biali     | %     | Afroamerykanie | %     | Azjaci | %    | Inni oraz mieszani | %    | Urodzeni za granicą | %     |
| ---- | --------- | --------- | ----- | -------------- | ----- | ------ | ---- | ------------------ | ---- | ------------------- | ----- |
| 1820 | 1422      | 1355      | 95,29 | 67             | 4,71  | 0      | 0    | 0                  | 0    | NA                  | NA    |
| 1830 | 2222      | 2096      | 94,33 | 126            | 5,68  | 0      | 0    | 0                  | 0    | NA                  | NA    |
| 1840 | 9102      | 8909      | 97,88 | 193            | 2,12  | 0      | 0    | 0                  | 0    | NA                  | NA    |
| 1850 | 21 019    | 20 432    | 97,21 | 587            | 2,79  | 0      | 0    | 0                  | 0    | 9927                | 47,23 |
| 1860 | 45 619    | 44 216    | 96,92 | 1403           | 3,08  | 0      | 0    | 0                  | 0    | NA                  | NA    |
| 1870 | 79 577    | 77 338    | 97,19 | 2235           | 2,81  | 0      | 0    | 4                  | 0    | 35 381              | 44,46 |
| 1880 | 116 340   | 113 475   | 97,54 | 2821           | 2,42  | 10     | 0    | 34                 | 0,04 | 45 645              | 39,23 |
| 1890 | 205 876   | 202 422   | 98,32 | 3431           | 1,67  | 12     | 0,01 | 11                 | 0    | 81 709              | 39,69 |
| 1900 | 285 704   | 281 575   | 98,55 | 4111           | 1,44  | 4      | 0    | 14                 | 0,01 | 96 503              | 33,78 |
| 1910 | 465 766   | 459 926   | 98,75 | 5741           | 1,23  | 58     | 0,01 | 41                 | 0,01 | 157 534             | 33,82 |
| 1920 | 993 678   | 952 065   | 95,81 | 40 838         | 4,11  | 620    | 0,06 | 155                | 0,02 | 290 884             | 29,27 |
| 1930 | 1 568 662 | 1 446 656 | 92,22 | 120 066        | 7,65  | 1590   | 0,10 | 350                | 0,03 | 405 882             | 25,87 |
| 1940 | 1 623 452 | 1 472 662 | 90,71 | 149 119        | 9,19  | 1237   | 0,08 | 434                | 0,02 | 322 688             | 19,88 |
| 1950 | 1 849 568 | 1 545 847 | 83,58 | 300 506        | 16,25 | 1734   | 0,09 | 1481               | 0,08 | 278 260             | 15,04 |
| 1960 | 1 670 144 | 1 182 970 | 70,83 | 482 223        | 28,87 | 2780   | 0,17 | 2171               | 0,13 | 201 713             | 12,08 |
| 1970 | 1 511 482 | 838 877   | 55,50 | 660 428        | 43,69 | 4478   | 0,30 | 7699               | 0,51 | 119 347             | 7,90  |
| 1980 | 1 203 339 | 413 730   | 34,38 | 758 939        | 63,07 | 6621   | 0,55 | 24 049             | 2,00 | 68 303              | 5,68  |
| 1990 | 1 027 974 | 222 316   | 21,63 | 777 916        | 75,67 | 8461   | 0,82 | 19 281             | 1,88 | 34 490              | 3,36  |
| 2000 | 951 270   | 116 599   | 12,26 | 775 772        | 81,55 | 9519   | 1,00 | 31 071             | 3,27 | 45 541              | 4,79  |
| 2010 | 713 777   | 75 758    | 10,61 | 589 261        | 82,56 | 7559   | 1,06 | 29 765             | 4,17 | ≈ 36 000            | 5,04  |
| 2020 | 639 111   | 74 776    | 11,7  | 490 800        | 76,8  | 10 193 | 1,59 | 30 861             | 4,83 | ≈ 38 350            | 6,0   |

## Gospodarka

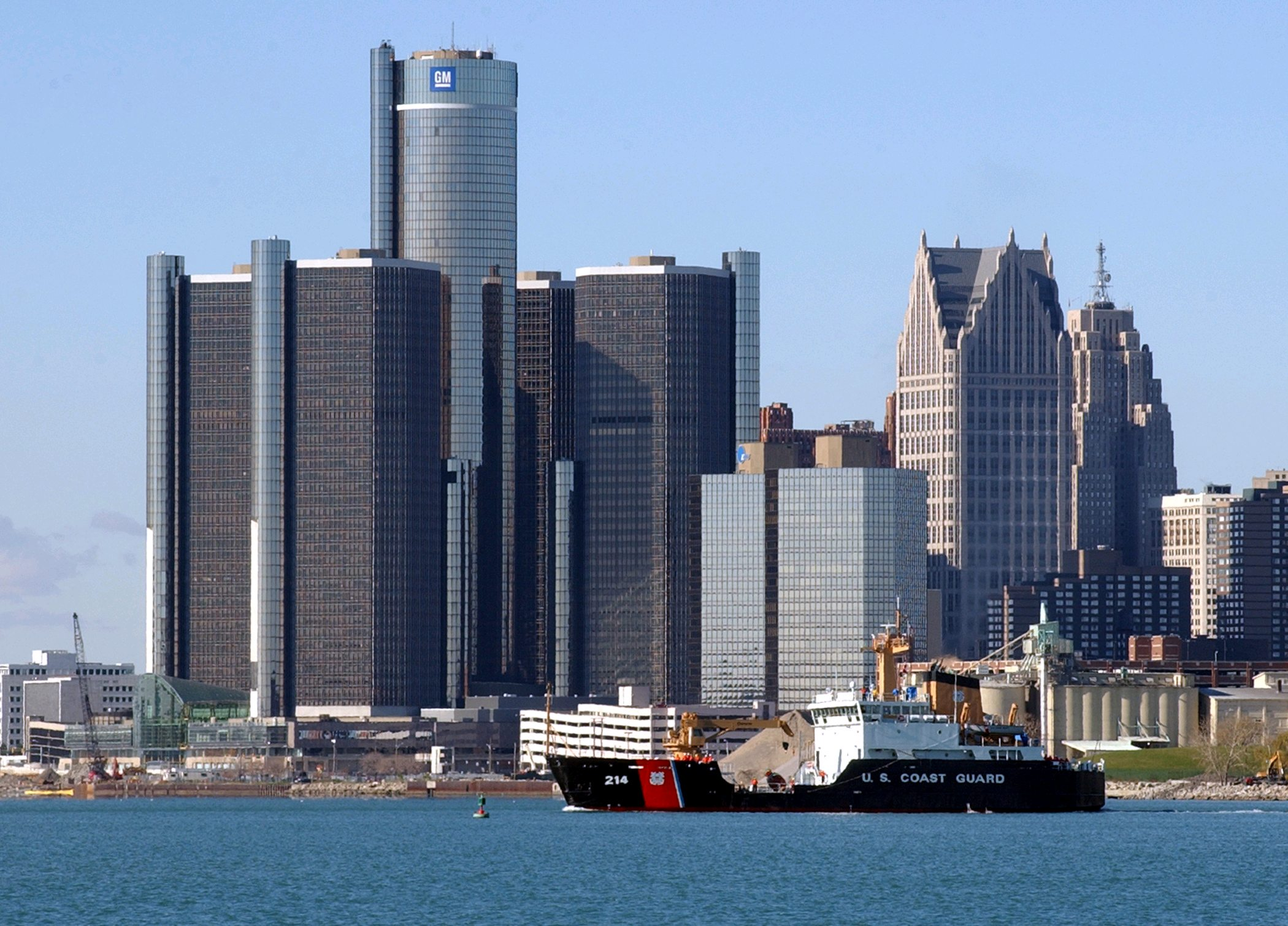
Główna siedziba General Motors

W przeszłości jeden z najważniejszych na świecie ośrodków produkcji samochodów. Tu znajdowały się główne siedziby trzech koncernów Ford Motor Company (1903), General Motors (1916) i Chrysler (1925). W zakładach przemysłu motoryzacyjnego w Detroit znalazło zatrudnienie wielu imigrantów polskiego pochodzenia.
Ośrodek przemysłu chemicznego, maszynowego, zbrojeniowego, hutnictwa żelaza. Siedziba wielu korporacji finansowych i banków. Liczne uczelnie (w tym 3 uniwersytety), placówki naukowo-badawcze. Szereg budowli autorstwa najwybitniejszych współczesnych architektów, m.in. L. Miesa van der Rohe; w centrum miasta park Grand Circus, o powierzchni 2,5 ha, od którego rozchodzą się promieniście ulice; na wyspie rzecznej Belle Isle wielkie parki, liczne obiekty sportowe, podwodny tunel i most łączący Detroit z kanadyjskim miastem Windsor.
Od początku XXI w. Detroit pretenduje do miana najbardziej zrujnowanego miasta w Stanach Zjednoczonych. Na tle innych dużych miast jest tutaj najwięcej opuszczonych i zrujnowanych fabryk, magazynów, kamienic itp., w przeliczeniu na ogólną powierzchnię miasta. W ciągu ostatnich 50 lat również liczebność mieszkańców miasta spadła o ponad połowę (częściowo na skutek przeprowadzki mieszkańców na przedmieścia i do aglomeracji).
Aglomeracja Detroit – Ann Arbor – Flint – Windsor jest największym regionem metropolitalnym świata położonym w więcej niż jednym kraju.
Detroit 18 lipca 2013 roku ogłosiło upadłość. Wniosek o upadłość (tzw. Chapter 11., ochrona przed wierzycielami) złożył szef zarządzania kryzysowego Kevyn Orr na ręce gubernatora stanu Michigan Ricka Snydera.
Wskaźnik ubóstwa w Detroit gwałtownie wzrósł z 14,9% w 1970 r. do 33,2% w 2021 r.. W latach 2005-2015 co trzecia nieruchomość została przejęta przez banki. Opuszczone budynki i wysokie pustostany zamieniły kilka dzielnic Detroit w miasta widma. 

## Transport
Wielki węzeł komunikacji drogowej i kolejowej. Jeden z głównych portów Wielkich Jezior. Żegluga promowa do miasta Cleveland. W pobliżu miasta znajduje się międzynarodowy port lotniczy.

## Religia

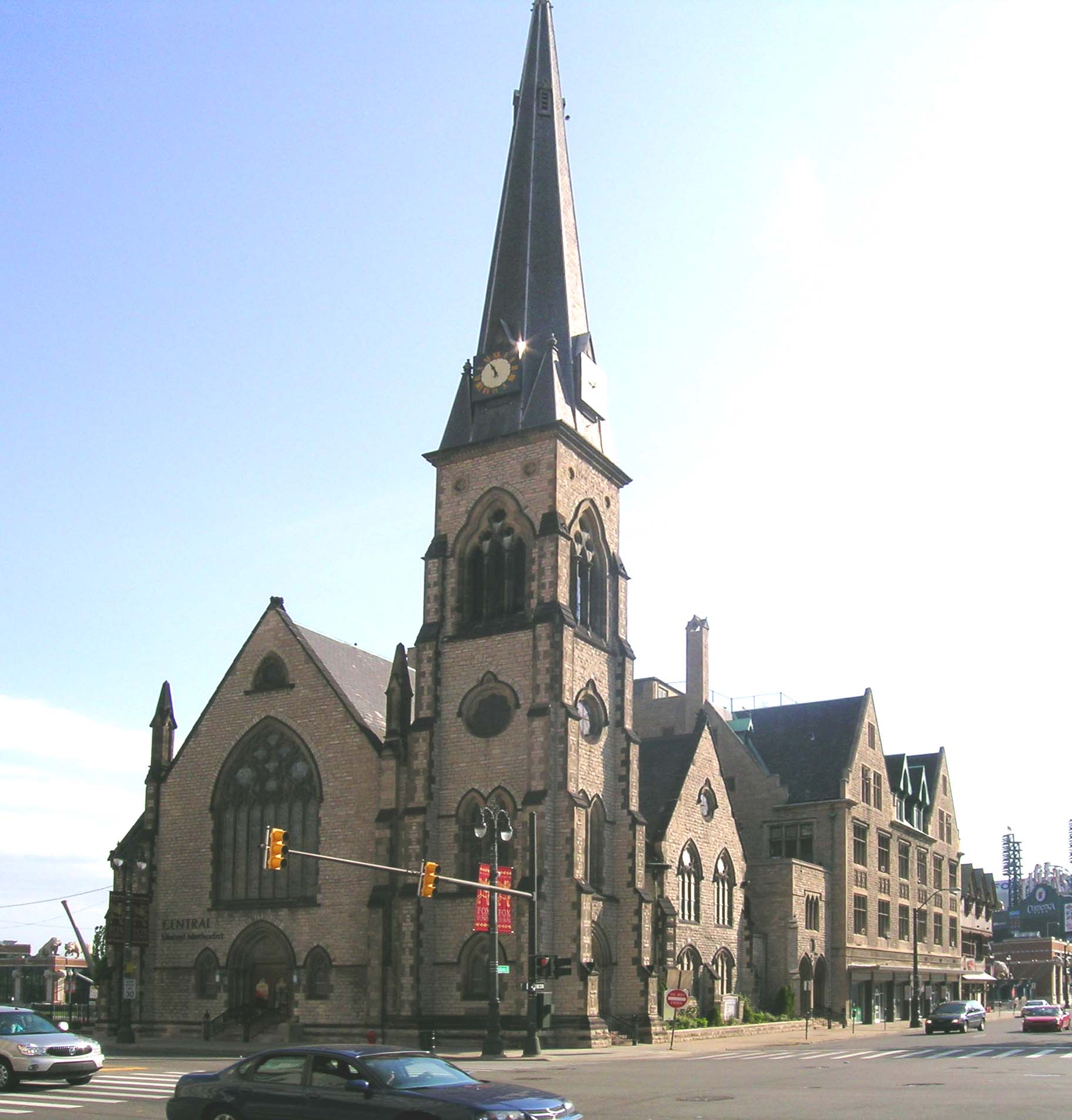
Central United Methodist Church.

Struktura religijna w Detroit w 2014 roku:
- protestantyzm – 49%
- bez wyznania – 24%
- katolicyzm – 17%
- islam – 3%
- inne chrześcijańskie – 2%
- inne religie – 5%.

### Kościół rzymskokatolicki
Siedziba Archidiecezji Detroit
- Parafia św. Jacka
- Parafia Świętych Apostołów Piotra i Pawła
- Parafia Przemienienia Pańskiego
- Parafia św. Wojciecha

### Islam
Populacja muzułmańska w Detroit należy do największych i najszybciej rosnących w USA. W obszarze metropolitalnym Detroit, 4,5% mieszkańców identyfikuje się jako muzułmanie, co daje liczbę blisko 200 tys. wyznawców (dane z 2020). Większość skupiona jest w hrabstwie Wayne, które ma największą koncentrację wyznawców islamu na Środkowym Zachodzie – 8,1% populacji. 

## Sport

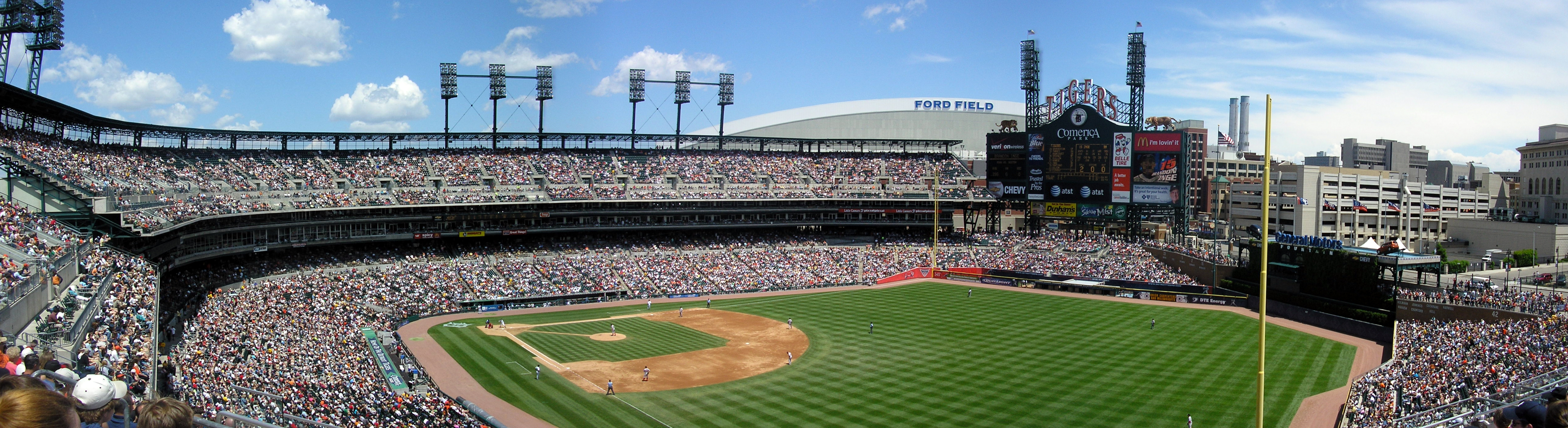
Comerica Park – stadion baseballowy w Detroit

W Detroit działa wiele klubów sportowych, z których najbardziej znane są: drużyna koszykarska Detroit Pistons, hokejowa Red Wings, baseballowa Tigers oraz futbolu amerykańskiego Detroit Lions.

## Przestępczość
Miasto wyróżnia się wysokim poziomem przestępczości, plasując się w pierwszej piątce najbardziej niebezpiecznych miast w USA (41,45 przestępstw na 100 tys. mieszkańców). Odnotowuje wyjątkowo wysoki wskaźnik przestępstw z użyciem przemocy (w tym morderstw, napaści i rabunków). W 2019 roku w mieście zamordowano 275 osób. Najniebezpieczniejszymi dzielnicami Detroit są: Franklin Park, Fiskhorn, Warrendale, Von Steuben i Greensbriar.